# Olympische Jugend-Sommerspiele 2018/Teilnehmer (Mongolei)
| Gelbes Symbol für Goldmedaillen mit stilisierten Olympischen Ringen | Graues Symbol für Silbermedaillen mit stilisierten Olympischen Ringen | Braundes Symbol für Bronzemedaillen mit stilisierten Olympischen Ringen |
| ------------------------------------------------------------------- | --------------------------------------------------------------------- | ----------------------------------------------------------------------- |
| —                                                                   | —                                                                     | —                                                                       |

Die Jugend-Olympiamannschaft der Mongolei für die III. Olympischen Jugend-Sommerspiele vom 6. bis 18. Oktober 2018 in Buenos Aires (Argentinien) bestand aus elf Athleten.

## Athleten nach Sportarten

### Basketball
Jungen
- 15. Platz
- Gan-Erdene Gantsolmon
- Ulzii-Orshikh Myagmarusen
- Ikhbayar Chuluunbaatar
- Altangerel Batsaikhan

### Gewichtheben
Mädchen
- Enerel Gombosuren
Klasse über 63 kg: 7. Platz

### Judo
| Mädchen - Sosorbaram Lkhagvasüren Klasse bis 52 kg: Silber | Jungen - Ganbürgediin Temüüjin Klasse bis 55 kg: Silber |

### Ringen
Mädchen
- Oyun-Erdene Tamir
Freistil bis 65 kg: Bronze
- Enkhzul Batbaatar
Freistil bis 43 kg: 4. Platz

### Schießen
Mädchen
- Enkhmaa Erdenechuluun
Luftgewehr 10 m: 12. Platz (Qualifikation)
Mixed: Gold  (mit Zalán Pekler  Ungarn)

### Taekwondo
Jungen
- Duurenjargal Purevjal
Klasse bis 48 kg: 5. Platz